# 武汉三道河铁路桥
武汉三道河铁路桥，即三道河桥，又称三道桥、滠水大桥，是京广铁路途径湖北省武汉市横跨滠水上的数代铁路桥的总称，位于京广铁路K1176+697处。始建于1899年，伴随汉口至滠口间的京汉铁路而通车运营。该桥在近代历史中几度损毁，几经改建。如今的三道桥是一座钢桁梁桥与水泥梁共同使用的桥梁。

## 历史

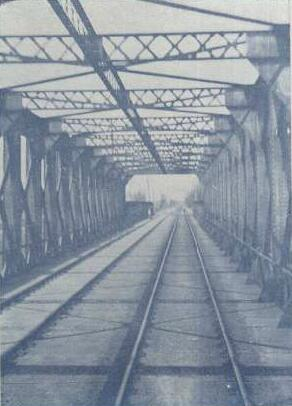
1934年的三道桥

本桥始建历史可追溯至1899年，作为京汉铁路先行工程汉口至滠口段的一部分而建造，是以该桥以随着京汉铁路汉口至滠口段的运营而投入运营。初建时桥梁是两台5墩6孔复线桥，全长261. 4米，结构上部为6孔简支双线下承钢桁梁，下部为浆砌条石边墙块石钢筋混凝土填心之实体双线墩台。当时，在丹水池堤角与滠口之间的京汉铁路上共有三座铁桥，自汉口市区由近及远，分别是张公堤横堤外的铁桥，人称一道河桥、一道桥、头道桥；位于谌家矶站北侧横跨府河（朱家河）的铁桥，人称二道河桥、二道桥、府河大桥；位于滠口站南侧横跨滠水的铁桥，人称三道河桥、三道桥、滠水大桥。
三道桥是京汉铁路进入汉口的第一站，具有一定的战略地位，因此在近代历史当中屡能见到该桥有关的记载，该桥亦几经战火。
1911年秋的辛亥革命期间，该桥作为了民军与清军对峙的前沿阵地。10月18日下午，民军首次占领三道桥，傍晚被滠口出发的清军夺回。19日清军败退至三道桥，20日双方在该桥发生交火，23日，清军再次渡过三道桥进攻汉口。24日，双方再次在三道桥交火，民军失败。27日拂晓，民军再次进攻三道桥，旋即遭到清军反攻，战线推至三道桥以南，后至清帝逊位，该桥一直处于清军控制当中。
1938年10月15日上午9时，业已占领滠口的日军通过该桥，兵临汉口城下。1949年5月11日，即解放军进攻武汉前夕，该桥与二道桥一道被国军炸毁。
铁道部接管桥梁后，在1950年对桥梁进行了改建，桥梁变为单线英式军便梁桥，桥全长280. 72米，计2台7墩8孔。1960年5月15日竣工了一座单线桥梁，桥梁上部为钢筋混凝土梁，下部为浆砌片石实体墩台，同时在桥面两侧设有人行道。在此之后，旧桥用作单线下行桥梁，新桥用作单线上行桥梁。
进入21世纪后，郑州铁路局又废止了原有的两座桥梁，修成了一座复线钢桁梁与水泥梁共同使用的混合型桥梁并使用至今。

## 图集

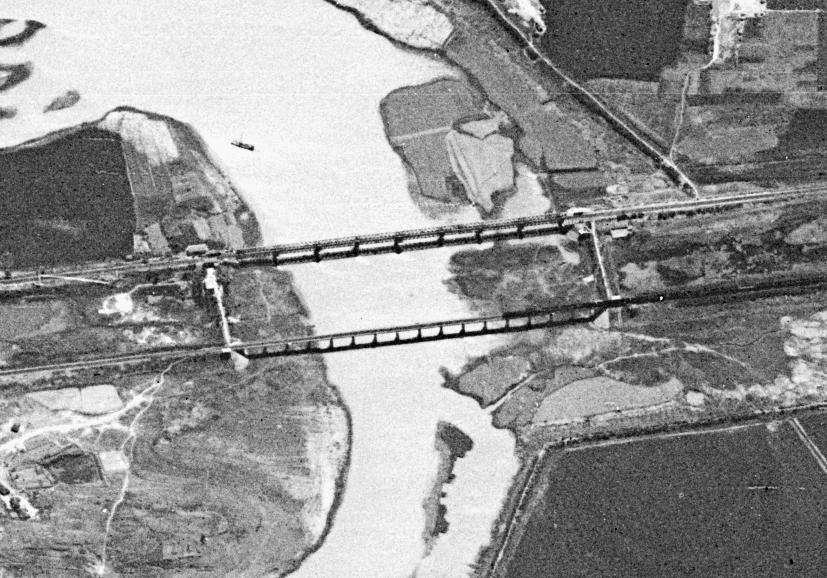
1967年的三道桥，可见东侧的老桥（上）及西侧的新桥（下）
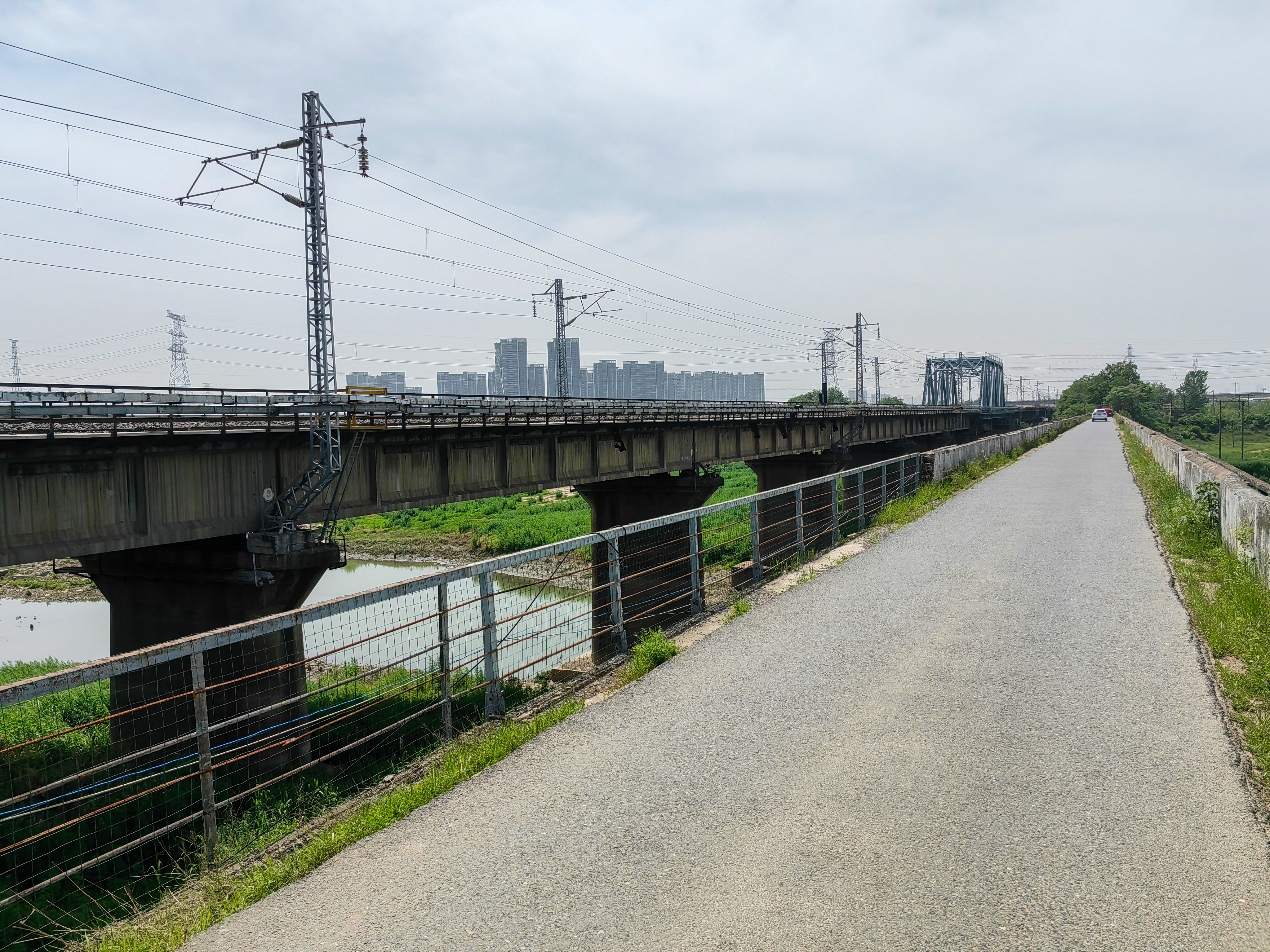
从二代上行桥眺望今三道桥（2023年）
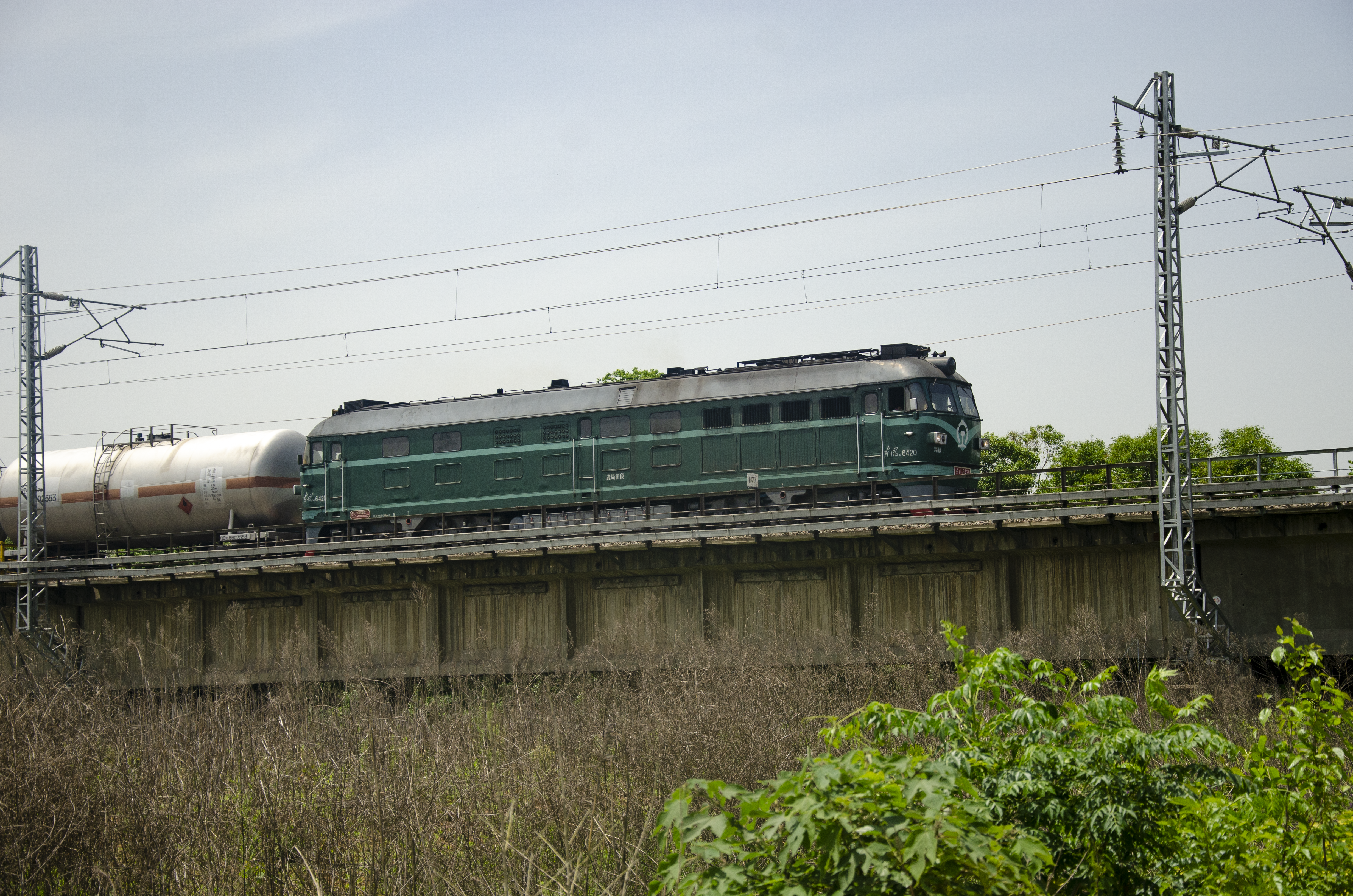
DF4-6420牵引罐车通过三道桥（2023年）